# Coupe du monde masculine de hockey sur gazon 1978
Navigation
Édition précédente Édition suivante
La 4e édition de la coupe du monde de hockey sur gazon a lieu du 19 mars au 2 avril 1978 à Buenos Aires en Argentine.

## Nations participant
| EHF 8 places | PAHF 2 places                                         | AfHF 0 places                                                                |
| Allemagne : 4e phase finale Espagne : 4e phase finale Pays-Bas : 4e phase finale Angleterre : 3e phase finale Belgique : 2e phase finale Pologne : 2e phase finale Irlande : 1re phase finale Italie : 1re phase finale | Argentine : 4e phase finale Canada : 1re phase finale |                                                                              |
| Allemagne : 4e phase finale Espagne : 4e phase finale Pays-Bas : 4e phase finale Angleterre : 3e phase finale Belgique : 2e phase finale Pologne : 2e phase finale Irlande : 1re phase finale Italie : 1re phase finale | OHF 1 places                                          | AHF 3 places                                                                 |
| Allemagne : 4e phase finale Espagne : 4e phase finale Pays-Bas : 4e phase finale Angleterre : 3e phase finale Belgique : 2e phase finale Pologne : 2e phase finale Irlande : 1re phase finale Italie : 1re phase finale | Australie : 1re phase finale                          | Inde : 4e phase finale Pakistan : 4e phase finale Malaisie : 2e phase finale |

## Tour préliminaire

### Poule A
| Équipe               | PJ | V | N | D | BP | BC | Diff | Pts |
| -------------------- | -- | - | - | - | -- | -- | ---- | --- |
| Australie            | 6  | 5 | 0 | 1 | 18 | 7  | 11   | 10  |
| Allemagne de l'Ouest | 6  | 3 | 2 | 1 | 25 | 13 | 12   | 8   |
| Inde                 | 6  | 3 | 1 | 2 | 8  | 12 | −4   | 7   |
| Angleterre           | 6  | 1 | 3 | 2 | 7  | 7  | 0    | 5   |
| Pologne              | 6  | 2 | 0 | 4 | 15 | 24 | −9   | 4   |
| Canada               | 6  | 1 | 2 | 3 | 12 | 16 | −4   | 4   |
| Belgique             | 6  | 1 | 2 | 3 | 12 | 18 | −6   | 4   |

### Poule B
| Équipe    | PJ | V | N | D | BP | BC | Diff | Pts |
| --------- | -- | - | - | - | -- | -- | ---- | --- |
| Pakistan  | 6  | 6 | 0 | 0 | 31 | 2  | 29   | 12  |
| Pays-Bas  | 6  | 5 | 0 | 1 | 21 | 9  | 12   | 10  |
| Espagne   | 6  | 3 | 1 | 2 | 7  | 4  | 3    | 7   |
| Argentine | 6  | 2 | 2 | 2 | 9  | 12 | −3   | 6   |
| Malaisie  | 6  | 1 | 2 | 3 | 7  | 10 | −3   | 4   |
| Irlande   | 6  | 1 | 1 | 4 | 8  | 19 | −11  | 3   |
| Italie    | 6  | 0 | 0 | 6 | 1  | 28 | −27  | 0   |

## Phase finale
|  | Demi-finales         | Demi-finales |                        |   | Finale       | Finale       |
|  | Demi-finales         | Demi-finales |                        |   | Finale       | Finale       |
|  |                      |              |                        |   |              |              |
|  | 31 mars 1978         | 31 mars 1978 |                        |   | 2 avril 1978 | 2 avril 1978 |
|  | 31 mars 1978         | 31 mars 1978 |                        |   | 2 avril 1978 | 2 avril 1978 |
|  | Pays-Bas             | 3            |                        |   | 2 avril 1978 | 2 avril 1978 |
|  | Pays-Bas             | 3            |                        |   | 2 avril 1978 | 2 avril 1978 |
|  | Australie            | 2            |                        |   | 2 avril 1978 | 2 avril 1978 |
|  | Australie            | 2            | Pays-Bas               | 2 |              |              |
|  | 31 mars 1978         |              | Pays-Bas               | 2 |              |              |
|  |                      | Pakistan     | 3                      |   |              |              |
|  | Pakistan             | Pakistan     | 3                      | 1 |              |              |
|  | Pakistan             |              |                        | 1 |              |              |
|  | Allemagne de l'Ouest | 0            |                        |   |              |              |
|  | Allemagne de l'Ouest | 0            | Match pour la 3e place |   |              |              |
|  |                      |              |                        |   |              |              |
|  | 2 avril 1978         |              |                        |   |              |              |
|  |                      |              |                        |   |              |              |
|  | Australie            | 4            |                        |   |              |              |
|  | Australie            | 4            |                        |   |              |              |
|  | Allemagne de l'Ouest | 3            |                        |   |              |              |
|  | Allemagne de l'Ouest | 3            |                        |   |              |              |

## Nombre d'équipes par confédération et par tour
| Confédération | Phase de groupes                                                                   | Demi-finales                    | Finale (dont champion) |
| ------------- | ---------------------------------------------------------------------------------- | ------------------------------- | ---------------------- |
| AHF           | 3 Inde Pakistan Malaisie                                                           | 1 Pakistan                      | 1(1) Pakistan          |
| EHF           | 8 Allemagne de l'Ouest Angleterre Pologne Belgique Pays-Bas Espagne Irlande Italie | 2 Allemagne de l'Ouest Pays-Bas | 1(0) Pays-Bas          |
| OHF           | 1 Australie                                                                        | 1 Australie                     | Aucun                  |
| PAHF          | 2 Canada Argentine                                                                 | aucun                           | aucun                  |
| AfHF          | aucun                                                                              | aucun                           | aucun                  |
| Total         | 14                                                                                 | 4                               | 2 (1)                  |